# Садовая славка
Садовая славка (лат. Sylvia borin) — птица семейства славковых (лат. Sylviidae).

## Внешний вид
Длина тела составляет 13—14,5 см, масса — 16—22 г. Основная окраска оперения однотонная, бледная, серовато-бурая, с чуть заметным оливковым оттенком, нижняя часть груди, брюхо и подхвостье белые. Самцы и самки окрашены одинаково, у молодых птиц оперение более тусклое.

## Распространение
Обитают по всей Европе, в центральных и южных областях Западной Сибири.

## Образ жизни
Населяют опушки леса и большие лесные поляны. Любят кустарниковые заросли по берегам рек. Питаются в основном жуками, гусеницами; в конце лета или в начале осени охотно едят ягоды малины, черники, бузины. Перелётная птица. Зимует в тропической и южной Африке.

## Размножение
Гнездо устраивает обычно на высоте 1—2 м (иногда 3) от земли на кустах или молодых деревьях, реже — на нижних ветвях больших деревьев. К постройке приступают через 5—8 дней после прилёта. На строительство обычно уходит от 6 до 10 дней. В году обычно две кладки: в первой — 5 яиц, во второй — 4. Окраска яиц бывает различной. Чаще они серовато-белёсые, с коричневатыми или сероватыми пятнышками. В насиживании принимают участие оба родителя, сменяя друг друга. Насиживание длится примерно 11—12 дней. Птенцы вылупляются голыми и остаются в гнезде 10—12 дней. Половая зрелость наступает в возрасте одного года. Продолжительность жизни может составлять 14 лет.

## Подвиды
Выделяют два подвида, едва различимых внешне:
- S. b. borin (Boddaert, 1783) — номинативная форма, распространённая по всей Европе;
- S. b. woodwardi (Sharpe, 1877) — обитает на юго-востоке Европы до Сибири.

## Галерея

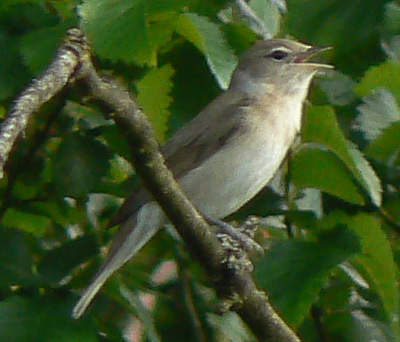
Поющий самец, Англия
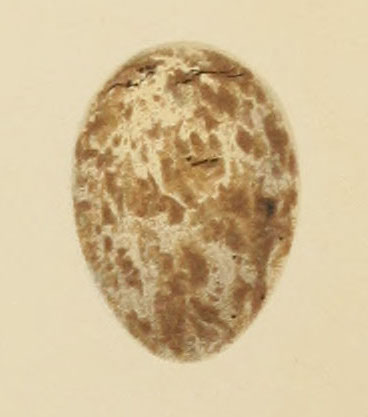
Рисунок яйца садовой славки
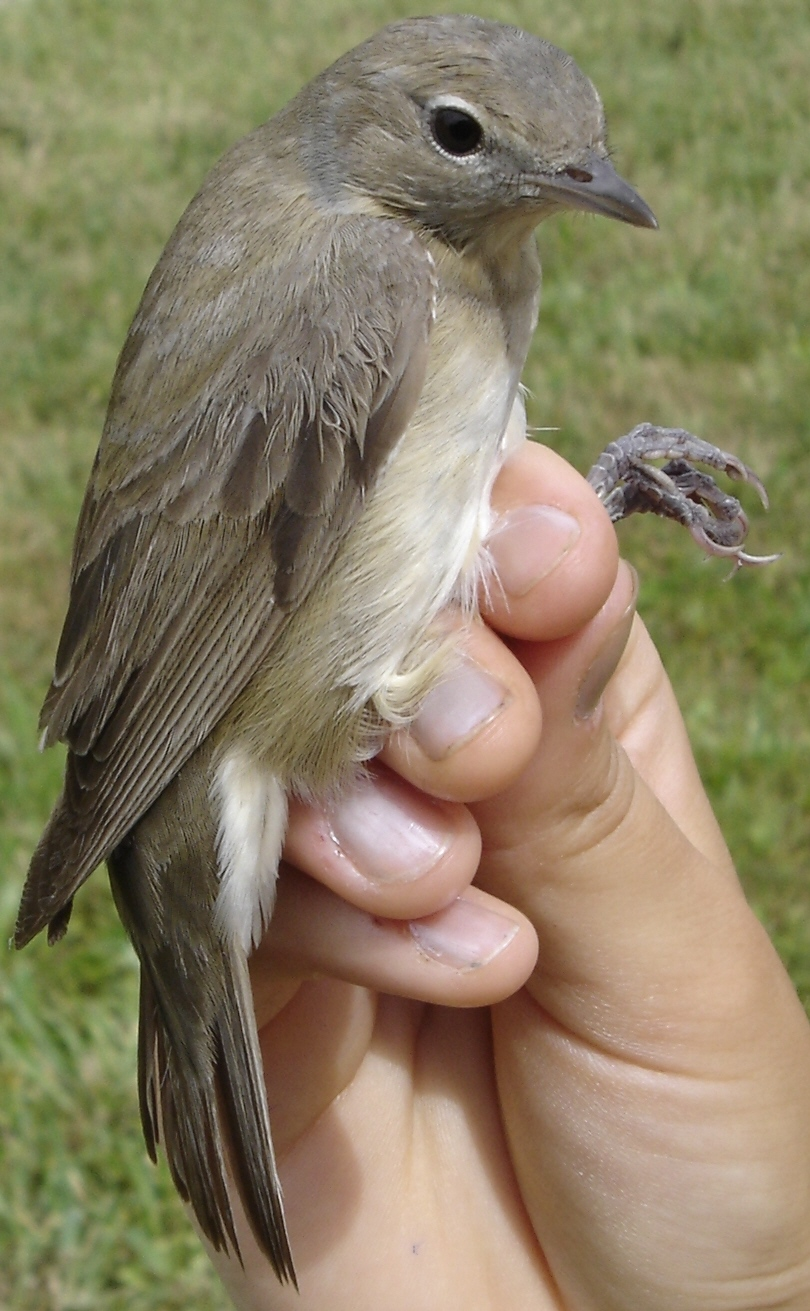
Садовая славка в руке человека
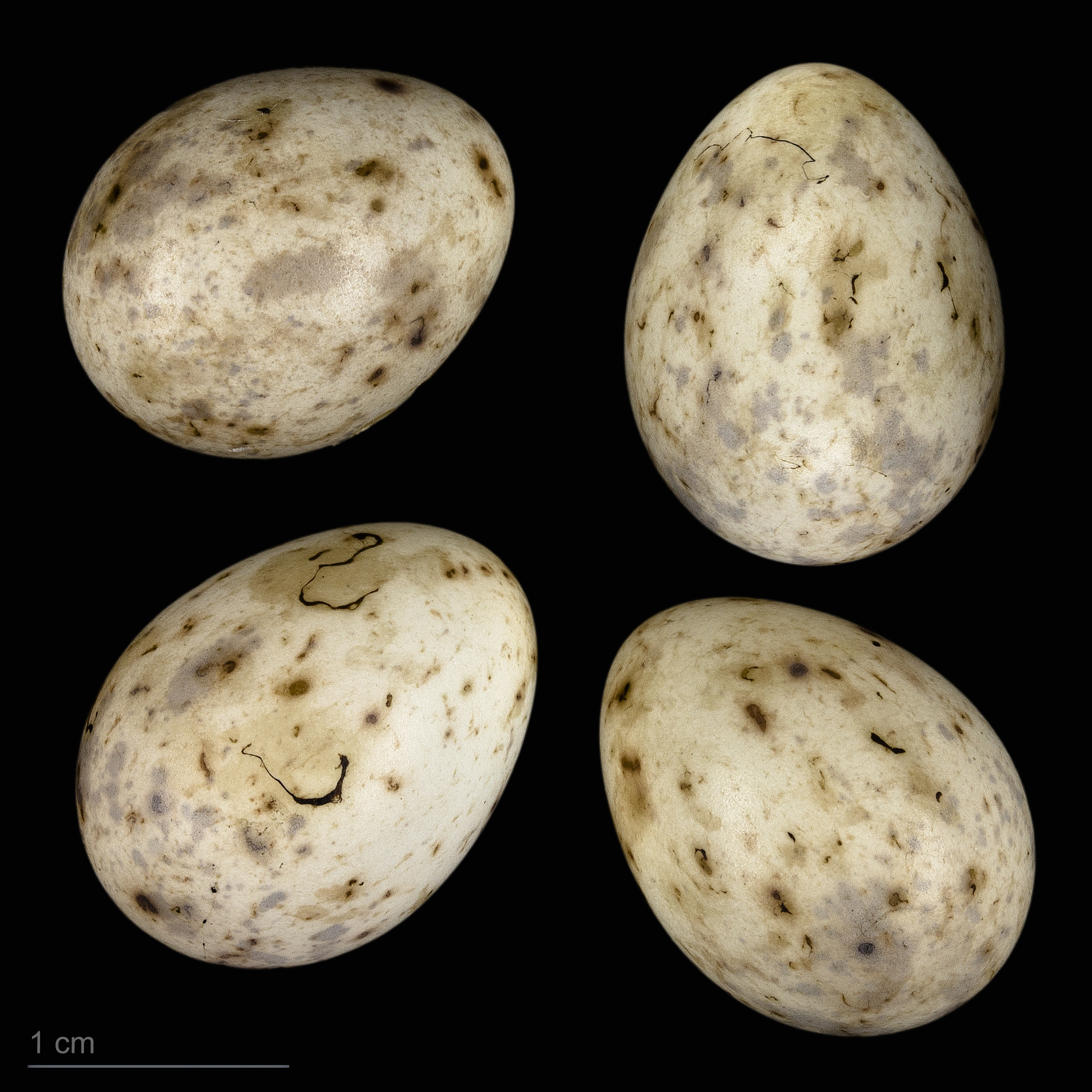
яйцо Sylvia borin borin - Тулузский музеум